# Ferrari 308
La Ferrari 308 è un'autovettura sportiva a 2 posti costruita dalla casa automobilistica italiana Ferrari dal 1975 al 1985 in due versioni, la GTB (Gran Turismo Berlinetta) e la GTS (Gran Turismo Scoperta).
Come le affini 208 e 328, aveva motore centrale e trazione posteriore. La 308 fu rimpiazzata dalla 328 nel 1985.

## Il contesto
Nell'avviare il progetto della nuova vettura, l'intento dell'azienda era di affiancare e poi sostituire la "Dino GT4", il modello di entrata della gamma che non aveva sollevato grande entusiasmo, invece riscosso dalla precedente Dino 246, tra gli appassionati e gli acquirenti.
Al fine di accentuare l'immagine corsaiola e permettere una linea più filante, oltre a riprendere la configurazione a due posti secchi della Dino 246, era stata prevista una carrozzeria particolarmente leggera, in modo da assecondare eventuali aspirazioni corsaiole dei gentleman-driver acquirenti.
Per lo studio della linea e degli interni fu incaricata la Pininfarina che affidò il compito a un team di designer, guidati da Leonardo Fioravanti. La sagoma del nuovo modello risultò chiaramente ispirata alla "512 BB", maggiormente affinata nell'equilibrio formale e con aggiunte delle vistose prese d'aria laterali, poste sotto la linea di cintura, evocative della "Dino 246".
La realizzazione della carrozzeria venne commissionata a Sergio Scaglietti, storico collaboratore della Ferrari per la costruzione delle auto da competizione, con particolare esperienza nel trattamento dei materiali compositi.

## I modelli

### GTB/GTS
La versione "GTB" (Gran Turismo Berlinetta) della "308" fu presentata al salone dell'automobile di Parigi del 1975.
| Anno  | 308 GTB | 308 GTS | 308 GTBi | 308 GTSi | 308 GTB 4V | 308 GTS 4V |
| ----- | ------- | ------- | -------- | -------- | ---------- | ---------- |
| 1975  | 26      | -       | -        | -        | -          |            |
| 1976  | 644     | -       | -        | -        | -          |            |
| 1977  | 963     | 106     | -        | -        | -          |            |
| 1978  | 415     | 884     | -        | -        | -          |            |
| 1979  | 417     | 1.029   | -        | -        | -          |            |
| 1980  | 432     | 1.200   | 24       | 29       | -          |            |
| 1981  | -       | -       | 329      | 1.092    | -          |            |
| 1982  | -       | -       | 141      | 622      | 84         | 185        |
| 1983  | -       | -       | -        | 6        | 204        | 871        |
| 1984  | -       | -       | -        | -        | 259        | 1.253      |
| 1985  | -       | -       | -        | -        | 201        | 733        |
| Total | 2.897   | 3.219   | 494      | 1.749    | 748        | 3.042      |

Dal 1975 al giugno del 1977 la carrozzeria veniva realizzata in fibra di vetro, mentre dal 1977 al 1985 si passò all'acciaio. La prima fu fabbricata dalla Carrozzeria Scaglietti, e aveva un peso di 1050 kg, la seconda pesava 150 kg in più della prima.
La GT4 condivideva molto con la Dino 246 e con la stessa 308. Tutte si basavano sullo stesso telaio tubolare, sulla stessa piattaforma e sulle sospensioni  indipendenti a doppio braccio trasversale per le quattro ruote.

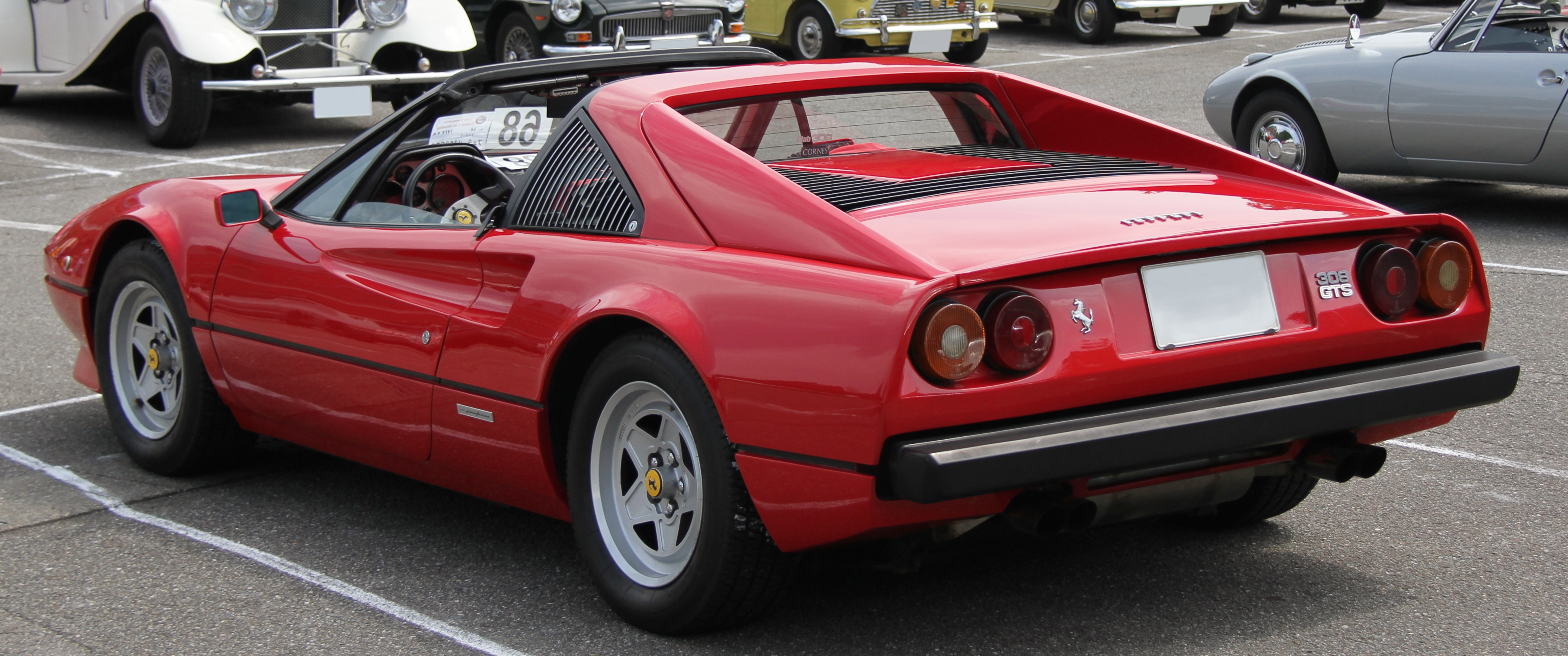
Una 308 GTS del 1979, che rispetto alla versione GTB ha i finestrini posteriori coperti da una griglia

Le GT4 e GTB condividevano anche la meccanica. Il motore Ferrari Dino V8 da 3 L di cilindrata era a doppio albero a camme in testa, con quattro carburatori Weber 40DCNF. La versione europea erogava una potenza di 255 CV SAE (230 CV DIN) a 7700 giri al minuto, mentre quella americana forniva solo 240 CV SAE a 6600 giri al minuto. Questa differenza era dovuta alla presenza di dispositivi di controllo delle emissioni nella versione statunitense.
Inizialmente la lubrificazione era a carter secco (solo sulle GTB, le GTS avevano la tradizionale coppa dell’olio), basato sull'esperienza della Ferrari nelle corse. Dal 1981 venne installato un motore con lubrificazione a carter umido per tutte le versioni. La trasmissione era affidata ad un cambio sincronizzato a cinque rapporti con prima in basso. Il serbatoio aveva una capacità di 74 L.
La versione scoperta in configurazione targa è stata invece presentata al salone dell'automobile di Francoforte del 1977; le differenze con la berlinetta erano minime: a parte il tettuccio asportabile, ai finestrini posteriori erano applicati pannelli alettati, oltre ad alcuni rinforzi alla struttura, meno rigida rispetto alla versione chiusa.
Lo scatto nello 0 a100 km/h era coperto in 6.5 secondi, e da 100–200 km/h in 17,8 secondi. La velocità massima era di 252 km/h.

### Le GTBi/GTSi e le Quattrovalvole

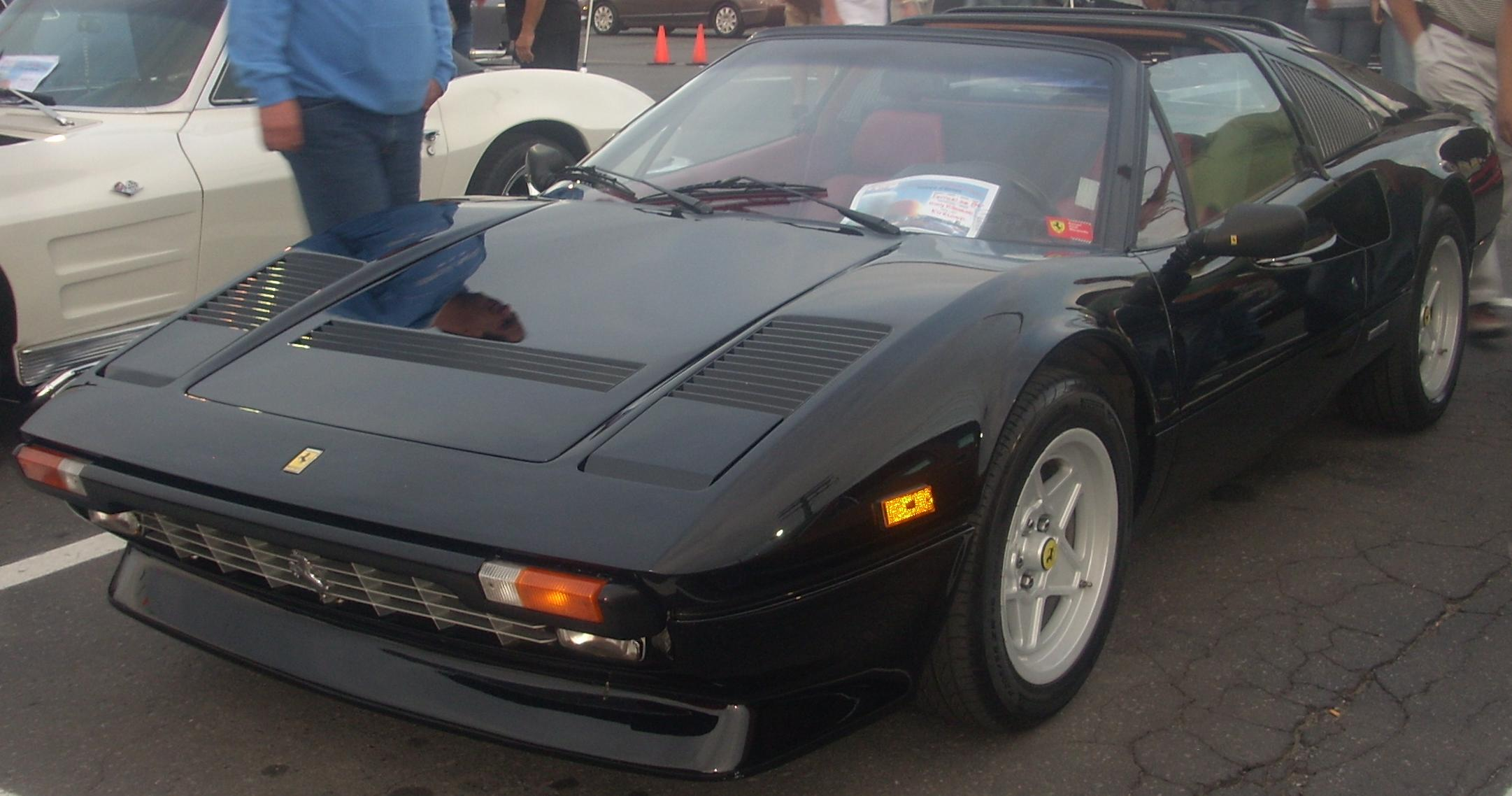
Una 308 GTSi Quattrovalvole del 1984 per il mercato nordamericano

Un sistema di iniezione tipo Bosch K-Jetronic fu lanciato nel 1980. I nuovi modelli furono chiamati 308 GTBi e GTSi, la potenza si ridusse di 15 CV (DIN) da 230 (DIN) a 215 (DIN) (o se preferite la potenza si ridusse di 25 CV SAE da 255 SAE a 230 SAE) a 6600 giri al minuto, di conseguenza ci fu una riduzione di emissioni nocive.
Due anni dopo uscì la multivalvole, con 4 valvole per cilindro, denominata “Quattrovalvole” con un nuovo aumento della potenza a 240 CV DIN a 7000 giri/min.
Delle "Quattrovalvole" ne risultano costruiti 3.790 esemplari suddivisi tra 748 GTB e 3042 GTS.
Le 308 sono così tra le Ferrari costruite in un maggior numero di esemplari (di cui però solo 808 furono costruiti in fibra di vetro con lubrificazione a carter secco).
Nel 2004 la rivista Sports Car International ha eletto questa vettura al quinto posto delle migliori vetture sportive degli anni settanta.

## Differenze tra le vetture commercializzate

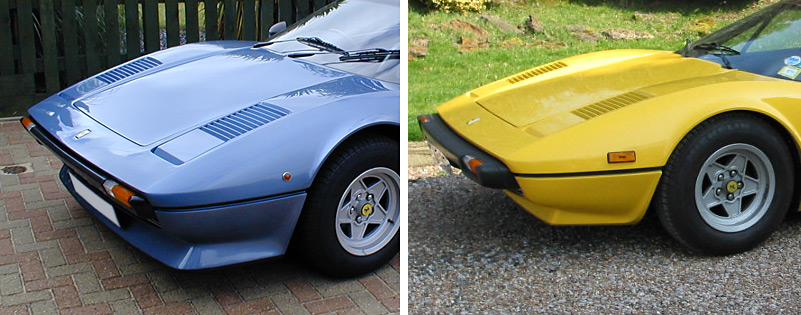
Raffronto tra l'anteriore di una 308 GTB destinata all'Europa (a sinistra), e quello di una 308 GTB del 1979 per il Nord America (a destra), quest'ultimo modificato per rispondere agli standard di sicurezza della NHTSA.

Oltre alle differenze tra una generazione e l'altra della 308, i modelli avevano diversità tra esemplari della stessa serie, dipendenti dal loro mercato d'esportazione. Per esempio, la 308 destinata al mercato americano aveva paraurti più grandi e un telaio leggermente più robusto (ed altri più piccoli dettagli) e modifiche al motore per venire incontro ai più rigorosi codici di sicurezza sulle strade statunitensi.
Le vetture commercializzate sul mercato americano avevano più restrizioni riguardo alle emissioni che portavano ad una riduzione della potenza, che poi consisteva semplicemente in un ritardo dell'anticipo e nell'adozione di un impianto di scarico anti-inquinamento.

## La 308 nei media
La 308 GTS divenne famosa in tutto il mondo anche per essere stata usata nella serie televisiva di grande successo Magnum, P.I. in cui era l'automobile guidata dal protagonista. Furono usati diversi esemplari, una nuova per ogni stagione, e molte di queste furono messe all'asta al termine delle riprese. Una fu acquistata dallo stesso protagonista Tom Selleck. 
Il primo fu un esemplare del 1979 che aveva numero di telaio 28251, a cui seguì una 308 GTSi del 1981 (telaio 34567) e una 308 GTS Quattrovalvole del 1984 (telaio 57685). La Ferrari 308 GTS della serie divenne talmente iconica che ancora oggi viene identificata come "la Ferrari di Magnum".

## Attività sportiva

### Rally

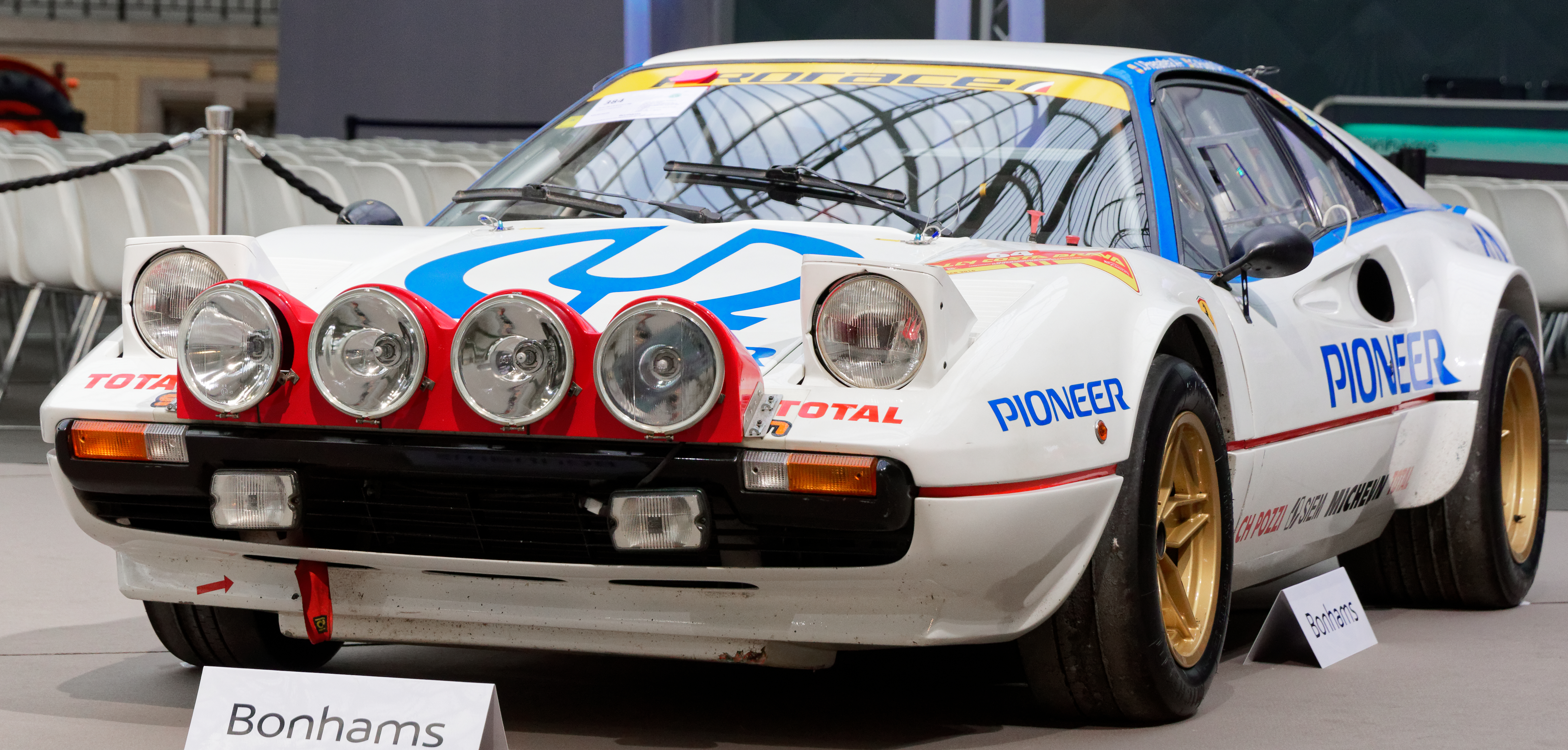
La 308 GTB Gruppo 4

Dal 1978 la Michelotto Automobili realizzò diversi esemplari della 308 GTB adatti per competere nelle competizioni rallistiche. La vittoria più importante la si ebbe al Tour de France Auto nel 1982, conquistata dalla vettura del team facente capo all'importatore Ferrari Charles Pozzi.
Inoltre nel 1982 Tonino Tognana vinse il Campionato Italiano alternandosi alla guida di una 308 e di una Lancia 037.

### Pista

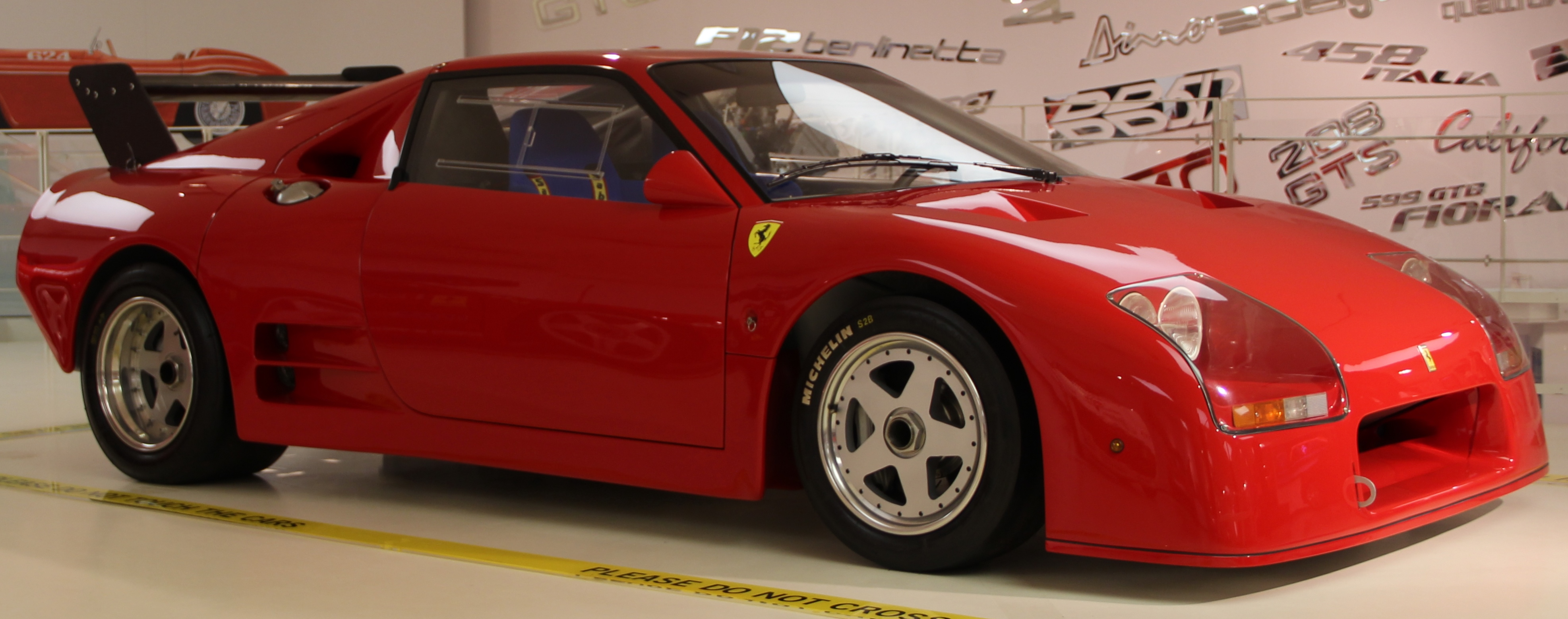
La 308 GT/M esposta al Museo Ferrari

Nel 1980-81 Carlo Facetti e Martino Finotto, consorziati nella "Carma" realizzarono una vettura "Gruppo 5" con il motore dotato di due turbo. La vettura partecipò a varie gare di durata nel 1981, ottenendo il record sul giro in gara alla 24 Ore di Daytona.
La Michelotto realizzò anche una versione, denominata 308 GT/M, per partecipare nei rally nel gruppo B. Non prese mai parte alle gare a causa dell'abbandono del gruppo B. Dotata di 370 CV, adottava particolari derivati dalla Formula 1.